# Iditarod Trail
Pour les articles homonymes, voir Iditarod.
L’Iditarod Trail, aussi appelé piste Seward-to-Nome est un passage historique d'Alaska aux États-Unis, qui part à 80 kilomètres au nord de Seward et rejoint d'abord Iditarod puis Nome, 1850 kilomètres plus loin. 

## Trajet historique
Autrefois, la piste longeait le golfe de Cook, par le Turnagain Arm, suivait la vallée de la rivière Eagle jusqu'au comptoir de Knik, à l'époque la plus grande ville du golfe jusqu'à ce qu'Anchorage soit fondée en 1915. La piste passe ensuite à l'ouest au travers de la rivière Susitna et de la rivière Yentna, et passe la chaîne d'Alaska au col Rainy. À l'ouest de la chaîne d'Alaska, la piste croise la vallée de la rivière Kuskokwim jusqu'aux hauteurs à l'ouest de McGrath, entre dans le district minier de la rivière Innoko, passe la ville d'Ophir et se dirige ensuite vers le sud-ouest au travers des montagnes Kuskokwim jusqu'à Iditarod.
À partir d'Iditarod, la piste se dirige vers le nord, traverse les villages abandonnés Dikeman et Dishkaket, et se dirige au nord-ouest vers Kaltag. Elle suit l'ancien chemin indigène Kaltag Portage sur 145 kilomètres jusqu'à Unalakleet sur le Norton Sound.
Depuis Unalakleet, la piste se dirige vers le nord-ouest autour de la baie de la péninsule de Seward, traversant les villages de Shaktoolik, Koyuk, et Golovin. Elle se termine dans Front Street à Nome.
Cette piste était utilisée par les mushers, pour transporter jusqu'à 500 kilogrammes de marchandise à chaque voyage.

## Histoire
Quand les explorateurs et les prospecteurs arrivèrent dans le nord, ils apprirent très vite des autochtones que les attelages de chiens de traîneaux étaient la meilleure façon de transporter les gens et les denrées dans ces zones gelées tout l'hiver. La piste fut utilisée à cet effet depuis 1908.
Pendant la ruée vers l'or, les propriétaires des concessions érigèrent des relais et des abris pour les chiens tout du long de la piste pour tous ceux qui l'empruntaient. En 1918, la prospection cessa, et des chemins plus directs, qui ne passaient plus par la ville abandonnée d'Iditarod, furent utilisés pour les transports pendant la Seconde Guerre mondiale.
Durant l'hiver de 1925, une épidémie de diphtérie se déclara à Nome, qui ne pouvait plus être ravitaillée par la mer, les ports étant bloqués par les glaces. Du sérum fut envoyé depuis Anchorage par le train jusqu'à Nenana et de là, transporté par attelage de chiens, jusqu'à Nome.
Ce fut l'apothéose du transport par traîneaux, quelques années plus tard, l'avion remplaçait les chiens, les comptoirs furent fermés les uns après les autres, et les villes se vidèrent de leurs habitants, l'Iditarod Trail était abandonné.
C'est alors que Joe Redington créèrent l'Iditarod Trail Sled Dog Race afin de faire revivre le périple des attelages et attirer l'attention sur l'importance qu'ils avaient eu dans le passé. L'Iditarod trail finit par être désigné comme étant historique par le National Trails System Act, en 1978.

## Actuellement
L'Iditarod Trail est toujours ouvert au public. Il est tout à fait possible de l'emprunter à pieds, motoneige, ski, vélo ou traîneaux à chiens. Tout au long de son trajet, des musées sont ouverts pour expliquer aux randonneurs l'histoire de ce chemin historique et diverses manifestations sportives y sont organisées.